# Mcdadea
 (juin 2025).
Si vous disposez d'ouvrages ou d'articles de référence ou si vous connaissez des sites web de qualité traitant du thème abordé ici, merci de compléter l'article en donnant les références utiles à sa vérifiabilité et en les liant à la section « Notes et références ».
Genre
Espèce
Mcdadea est un genre de plantes à fleurs de la famille des Acanthaceae, de la sous-famille des Acanthoideae, de la tribu des Ruellieae et de la sous-tribu des Mcdadeinae. Il ne contient qu'une seul espèce (genre monotypique), Mcdadea angolensis, qui est trouvée dans le désert du Namib, et dans des portions adjacentes en Namibie et en Angola.
C'est genre type et le seul genre de la sous-tribu des Mcdadeinae.

## Publication originale
- (en) Tripp E.A. & Darbyshire I., 2020. Mcdadea: A new genus of Acanthaceae endemic to the Namib Desert of Southwestern Angola. Systematic Botany 45(1): 200–211, DOI 10.1600/036364420X15801369352478.